# Estação Vorobiovy Gory
Vorobiovy Gory (em russo:  Воробьёвы го́ры) é uma das estações da linha Socolhnitcheskaia (Linha 1) do Metro de Moscovo, na Rússia. Estação «Vorobiovy Gory» está localizada entre as estações «Universitet» e «Sportivnaia».